# مقاطعة هايلاندز (فلوريدا)
مقاطعة هايلاندز، فلوريدا (بالإنجليزية: Highlands County, Florida)‏ هي إحدى مقاطعات ولاية فلوريدا في الولايات المتحدة. تأسست سنة 1921، بلغ عدد سكانها 98786 نسمة في عام 2010 حسب إحصاء مكتب تعداد الولايات المتحدة وتصل الكثافة السكانية فيها 37.09 نسمة/كم2.

## وصلات خارجية
- www.hcbcc.net